# Plumiliophotis queenslandicus
Plumiliophotis queenslandicus is een vlokreeftensoort uit de familie van de Corophiidae. De wetenschappelijke naam van de soort is voor het eerst geldig gepubliceerd in 2009 door Myers.